# إسماعيل الخالدي (سلطان جوهر)
السلطان إسماعيل الخالدي بن السلطان إبراهيم المشهور (28 أكتوبر 1895 - 10 مايو 1981) هو السلطان الثالث والعشرون لجوهر والسلطان الثالث لجوهر الحديثة.

## نشأته
ولد تونكو إسماعيل في 28 أكتوبر 1894 في جوهر بهرو، وكان الابن الأكبر لتونكو إبراهيم (السلطان إبراهيم لاحقًا) من زوجته الأولى، سلطانة أونغو ميمونة بنت أونغو عبد المجيد. وأصبح ولي عهد جوهر في 2 نوفمبر 1895، بعد تنصيب والده كسلطان جوهر بعد وفاة السلطان أبو بكر. وأمضى عدة سنوات في فيرق، حيث التحق بكلية كوالا كانغار. وفي مارس 1912 ذهب إلى إنجلترا لتلقي تعليمه العالي في مدرسة داخلية هناك.

## سلطان جوهر
خلف تونكو إسماعيل والده كسلطان جوهر في 8 مايو 1959. وتوِّج في قاعة العرش في إستانا بيسار بجوهر بهرو في 10 فبراير 1960. وكان معروفًا بأنه قريب جدًا من رعاياه، وقام برحلات سنوية لزيارة قرى مختارة في جميع مقاطعات جوهر الثمانية، وتعرف على الموظفين المدنيين العاملين في حكومة الولاية.
في 10 أغسطس 1961 جرد ابنه الأكبر تونكو محمود إسكندر من ولاية العهد بسبب سوء السلوك، وأصبح ابنه الثاني تونكو عبد الرحمن (1933–1989) هو ولي العهد. ومع ذلك قبل وفاته بقليل في أبريل 1981 أعاد السلطان إسماعيل تعيين تونكو إسكندر كولي للعهد، والذي خلفه في الشهر التالي.
توفي السلطان إسماعيل في 10 مايو 1981 في مستشفى السلطانة أمينة بجوهر بهرو عن عمر يناهز 86 عامًا، ودفن في ضريح المحمودية الملكي بجوهر بهرو.

## هوامش
1. ↑   https://www.data.gov.my/data/ms_MY/dataset/senarai-penerima-kurniaan-seri-maharaja-mangku-negara-tahun-1958-hingga-2017. {{استشهاد ويب}}: |url= بحاجة لعنوان (مساعدة) والوسيط |title= غير موجود أو فارغ (من ويكي بيانات) (مساعدة)
2. ↑  Johor14 retrieved January 6, 2008 نسخة محفوظة 2 ديسمبر 2019 على موقع واي باك مشين.
3. ↑  Johor12 retrieved January 26, 2009 نسخة محفوظة 29 نوفمبر 2019 على موقع واي باك مشين.
4. ↑  Andressen (1992), pg 108
5. ↑  One hundred years of Singapore: being some account of the capital of the Straits Settlements from its foundation by Sir Stamford Raffles on the 6th February 1819 to the 6th February 1919 (1921), pg 455
6. ↑  Johore Ruler Crowned, The Straits Times, February 11, 1960 "tan+hiok+nee"&search=advanced&fromdate=&todate=&articles=1&advertisements=1&illustrations=1&letters=1&obituaries=1&miscellaneous=1&newspaperTitles=&fuzzysearch=Off&fcontentType=ARTICLE&token=nee,hiok,tan نسخة محفوظة 2016-10-22 على موقع واي باك مشين.
7. ↑  Scott standard postage stamp catalogue, Scott Publishing Co, 1978
8. ↑  Who's who in Malaysia ... & profiles of Singapore (1982), pg 13
9. ↑  Information Malaysia (1985), pg 58